# Rwandské království
Rwandské království (též známé jako Království Banyarwanda) bylo bantuským královstvím na území dnešní Rwandy, které se stalo vládnoucí monarchií Tutsiů. Bylo jedním z nejstarších a nejvíce centralizovaných království v regionu střední a východní Afriky. Později bylo připojeno pod německou a belgickou koloniální nadvládu, přičemž si udrželo část své autonomie. Monarchie Tutsiů byla zrušena v roce 1961 poté, co vypuklo etnické násilí mezi Hutu a Tutsi během rwandské revoluce, která začala v roce 1959. Po referendu v roce 1961 se Rwanda stala republikou ovládanou Hutu a získala nezávislost na Belgii v roce 1962.
Po revoluci byl poslední vládnoucí monarcha Kigeli V. vyhoštěn a nakonec se usadil ve Spojených státech. Od zrušení monarchie je udržována exilová vláda mimo Rwandu. Od 9. ledna 2017 je současným vyhlášeným králem Rwandy Yuhi VI.

## Historie
Pravděpodobně v 15. století se jednomu království podařilo pod vedením krále Gihangy začlenit několik svých blízkých sousedských území a vytvořit tak království Rwanda. Většina Hutuů, tvořící 82–85 % populace, byli převážně svobodní rolníci, zatímco králové, známí jako Mwami, byli výhradně Tutsiové z klanu Nyiginya. Někteří Hutuové byli jistě součástí šlechty, a stejně tak došlo ke značnému prolínání.
Před 19. stoletím bylo všeobecně přijímáno, že Tutsiové disponovali vojenskou mocí, zatímco Hutuové excelovali v zemědělských dovednostech.
Pozice královny matky byla důležitá, řídila královskou domácnost a byla silně zapojena do dvorské politiky.  Když jejich synové nastoupili na trůn, matky přijaly nové jméno. Toto by se skládalo z nyira-, což znamená „matka“, za kterým by obvykle následovalo královské jméno nového krále; pouze králové jménem Mutara se neřídí touto konvencí, jejich matky berou jméno Nyiramavugo (matka dobré rady). 
Pozice královny matky byla významná, neboť měla na starosti řízení královské domácnosti a byla aktivně zapojena do dvorské politiky. Když pak její synové usedli na trůn, matky přijímaly nová jména. Ty se skládala z "nyira-", což znamená „matka“, následovaného královským jménem nového panovníka. Výjimkou jsou králové jménem Mutara, jejichž matky nesledovaly tuto konvenci a používaly jméno Nyiramavugo (matka dobré rady).
Když králové centralizovali svou moc a autoritu, přistoupili k rozdělování půdy mezi jednotlivce, spíše než aby dovolili, aby přešla přes skupiny linií, přičemž mnoho dědičných náčelníků byli Hutuové. Většina náčelníků jmenovaných Mwamimi byli Tutsiové. Přerozdělení půdy, nařízené mezi lety 1860 a 1895 Kigeli IV Rwabugiri, vyústilo v uvalený patronátní systém. Podle tohoto systému požadovali jmenovaní tutsiští náčelníci manuální práci od Hutuů výměnou za právo zabírat jejich zemi. Tento systém zanechal Hutu v nevolnickém stavu, s tutsijskými náčelníky jako jejich feudálními pány.
Pod Mwami Rwabugiri se Rwanda stala expanzivním státem. Rwabugiri se nezabýval hodnocením etnické identity dobytých národů a jednoduše je všechny označil jako „Hutu“. Titul „Hutu“ se tak stal transetnickou identitou spojenou s podmaněním. I když nadále zbavoval Hutu společenských a politických práv, tato strategie přispěla k upevnění přesvědčení, že "Hutu" a "Tutsi" jsou spíše socioekonomickými než etnickými rozdíly. V praxi to znamenalo, že bylo možné kwihutura, tj. "zbavit se hutuství", hromaděním bohatství a vzpourou proti sociální hierarchii.
Koncem 19. století uzavřel hranice království Mwami Rwabugiri, který je považován za největšího rwandského krále. V roce 1900 se tak Rwanda stala jednotným státem s centralizovanou vojenskou strukturou.
Díky své izolaci bylo zapojení Rwandy do obchodu s otroky v Indickém oceánu až do konce 19. století extrémně omezené. První Evropané dorazili do Rwandy až v roce 1894, čímž se Rwanda stala jednou z posledních oblastí Afriky, kterou Evropané prozkoumali. V roce 1897 založilo Německo přítomnost ve Rwandě a vytvořilo alianci s králem, což znamenalo začátek koloniální éry.